# Mieczysław Raba
Mieczysław Raba (ur. 12 lipca 1939 w Drohobyczu, zm. 5 listopada 2010 w Rzeszowie) – polski trener koszykówki, zdobywca tytułu mistrza Polski z Resovią.

## Kariera trenerska
W 1971 wprowadził Resovię do ekstraklasy. Na najwyższym szczeblu rozgrywek prowadził ją 11 sezonów – do 1982. W tym okresie zdobył sześć medali, w tym jedyne złoto w historii klubu w 1975, srebrne medale w 1973, 1974 i 1979 oraz medal brązowy w 1976 i 1977. Przez pięć kolejnych sezonów jego drużyna nie schodziła z podium mistrzostw Polski. Oprócz sukcesów ligowych zdobył także puchar Polski w 1974. Trenował m.in. takich zawodników jak Zdzisław Myrda, Ryszard Niemiec, Andrzej Pasiorowski, Franciszek Niemiec. W latach 1984–1987 był trenerem Stali Bobrek Bytom, prowadził ten klub także w końcówce sezonu 1988/1989, ale bez większych sukcesów. W 1985 był asystentem Andrzeja Kuchara na mistrzostwach Europy w 1985 oraz eliminacjach do kolejnych mistrzostw w 1987.